# Geremia Bonomelli
Geremia Bonomelli, född 22 september 1831 i Nigoline, Corte Franca, död 3 augusti 1914 i Nigoline, var en italiensk teolog, som 1871 vigdes till biskop i Cremona.
Bonomelli tillhörde det katolska reformpartiet, trots att han avvisade modernismen. I en först anonymt utgiven skrift talade han för kurians försoning med den italienska staten. Skriften sattes på index, och Bonomelli fick göra avbön. Bonomelli arbetade även för bättre prästutbildning och folkbildning och i stort för att kyrkan skulle vidkännas sitt sociala ansvar. 1900 grundade han en understödsförening för till andra länder utvandrade italienare. Bonomelli förordade trots starkt motstånd från kurian en skilsmässa mellan stat och kyrka, på grund av statens fortgående avkristning.